# Stormsteich
Der Stormsteich ist ein Teich im Norden Itzehoes.
Das Gewässer gehörte seit dem Mittelalter dem Kloster Itzehoe. Seit Mitte der 1990er Jahre ist er von der Stadt Itzehoe gepachtet und wurde zu einem Biotop entwickelt. Dieses steht unter Schutz und gehört als Nebenverbundachse zur Hauptverbundachse „Talraum der Rantzau“ zum schleswig-holsteinischen Schutzgebiets- und Biotopverbundsystem.
„Stormsteich und Umgebung“ ist ein Teil des Landschaftsschutzgebietes „Landschaftsbestandteile und Landschaftsteile im Bereich mehrerer Gemeinden“ im Kreis Steinburg.